# Université de Sienne
L’université de Sienne (en italien, Università degli studi di Siena, abréviation : UNISI), en Toscane, est l'une des plus anciennes universités publiques fondées en Italie et une des plus anciennes du monde. D'abord appelée Studium Senese, elle fut instituée en 1240 avec les facultés de médecine et de droit. Avec près de 20 000 étudiants, elle regroupe presque la moitié de la population totale de la ville, qui représente 54 000 personnes. Aujourd'hui, l'université de Sienne est principalement connue pour ses facultés de littérature et philologie, de droit et de médecine.
Son siège principal est à Sienne avec des succursales à Arezzo, Grosseto et San Giovanni Valdarno. En 1990, l'Université de Sienne a célébré 750 ans d'activité académique. C'est l'une des plus anciennes universités du monde.
Antonio Tabucchi enseigne à la faculté de lettres de cette université.

## Historique

### Origines duStudium
L'existence d'une école épiscopale est documentée au XIe siècle, active jusqu'aux premières décennies du XIIIe siècle. Mais les premières documents sur la création d'un véritable Studium remontent à 1240 : le 26 décembre 1240, le podestat de Sienne, Ildebrandino Cacciaconti, signe un décret imposant une taxe aux citoyens siennois louant des chambres aux étudiants du Studium Senese local. L'argent de cet impôt servira à payer les maestri (enseignants) de ce nouveau Studium : on apprend ainsi l'existence d'un studium « provincial » financé par la Municipalité et composé d'écoles de grammaire, de droit et de médecine. 
L'un des maestri les plus remarquables de la faculté de médecine est Pedro Hispano, futur pape Jean XXI, élu en 1276, brillant philosophe et médecin personnel de l'empereur Frédéric II (empereur du Saint-Empire). En 1246, un studium de droit, financé par Frédéric II, est également créé à Sienne dans le but de concurrencer l'université de Bologne. L'établissement est aussi avantagé lorsqu'en 1252, le pape Innocent IV déclare, avec le privilège Vestra fervente, que ses étudiants et enseignants bénéficient désormais de l'immunité totale d'avoir à réaliser des travaux forcés ainsi que de devoir reverser des taxes, levées à leur encontre ou sur leur propriété, par la ville de Sienne.  De plus, les enseignants de droit et de latin sont exemptés de service militaire et les professeurs de latin ne sont plus obligés de remplir leur devoir de gardiens de nuit. Au début du XIVe siècle, on y dénombre cinq enseignants de latin, de logique et de droit, ainsi que deux docteurs en sciences naturelles (médecine).
Parmi les juristes qui ont enseigné dans la seconde moitié du XIIIe siècle, on peut citer Benincasa da Laterina, Pepo Salvani et Giacomo Pagliaresi.

### DuXIVeauXVIesiècle

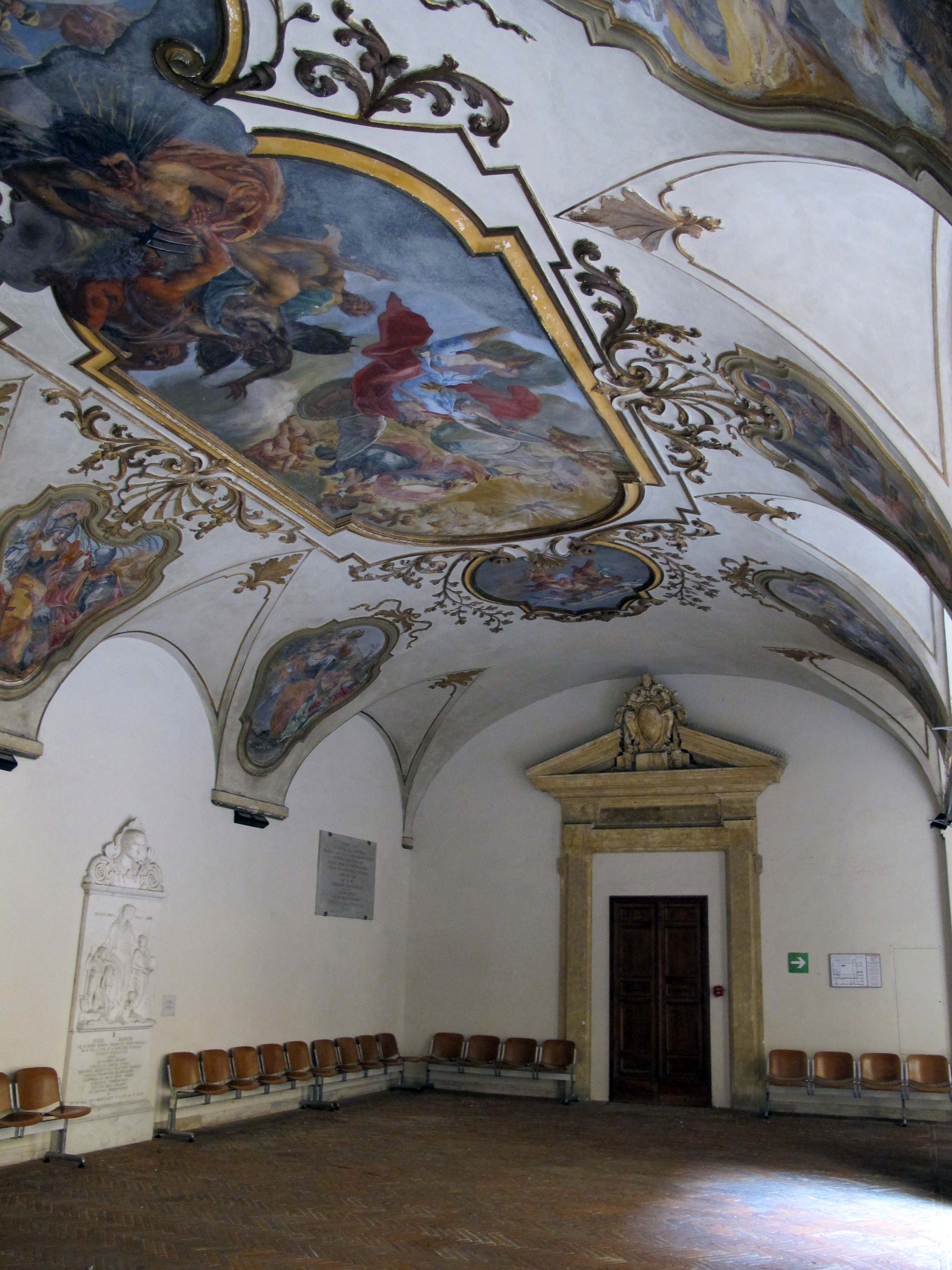
Palazzo dell'università, fresques de la cour intérieure.

En 1321, le Studium attire un grand nombre d'étudiants à la suite de l’« exode massif » hors de la prestigieuse et voisine université de Bologne, après que l'un de ses étudiants eut été condamné à mort par les magistrats bolonais pour l'enlèvement supposé d'une jeune femme. En partie grâce à l'enseignant en droit Guglielmo Tolomei, le corps étudiant lance une forte protestation à l’encontre de l'autorité bolonaise. Aidée par de généreuses donations de la communauté locale, Sienne accueille donc les étudiants renonçant au Studium Bolognese. 
Le Studium de Sienne est enfin élevé au statut de Studium Generale par Charles IV du Saint-Empire le 16 août 1357,  dans un diplôme délivré à Prague, peu après son couronnement en tant qu'Empereur du Saint-Empire en 1355, la reconnaissant parmi les universités du Saint-Empire romain germanique qui reconnaît l'université siennoise comme Studium Generale et la place sous sa protection. Non seulement, ceci place les enseignants et étudiants sous la protection impériale (les protégeant ainsi de la magistrature locale), mais les titres (licentiae docendi) délivrés par l'université deviennent ubique docendi, autorisant les personnes les recevant à enseigner dans tout le Saint-Empire.
Le 7 mai 1408, le pape Grégoire XII confirme les privilèges du Studium Generale accordés un demi-siècle plus tôt par l'empereur, promulguant huit bulles envoyées à Sienne depuis Lucques, parmi lesquelles In Apostolicae Sedis specula par laquelle il établit également le Studium di theologia, conférant aux enseignants et aux étudiants siennois les mêmes privilèges que ceux accordés à leurs collègues de Bologne et de Paris, et organisant la fondation du collège dit « Casa della Sapienza », une structure destinée à accueillir des étudiants «  hors site », située dans des locaux de la Domus Misericordiae qui attire des étudiants de toute l'Europe. Ce centre combine salles de classe et logements et est un projet instigué par l'évêque Mormille en 1392. Ses premiers occupants prendront place en 1416, pour cinquante florini d'or le semestre.
Parmi les professeurs qui enseignèrent à Sienne au XIVe siècle, on peut citer les juristes Federico Petrucci, Paolo Liazari, Cino da Pistoia, Andrea Ciaffi, Neri Pagliaresi, Pietro Ancharano, Balde de Ubaldis, Tommaso Corsini ; les docteurs Ugo Benci, Gentile da Foligno, Dino del Garbo et Riccardo da Parma ; les grammairiens Nofrio et Pietro d'Ovile, le mathématicien Gui Bonatti, l'astrologue/astronome Cecco d'Ascoli. Au XVe siècle, se distinguent les juristes Niccolò Tedeschi dit le Panormitano, Francesco Accolti, Filippo Decio et Mariano Socini l'Ancien ; Jacopo da Forlì et Alessandro Sermoneta en médecine ; le théologien Francesco della Rovere (futur pape Sixte IV), les humanistes Agostino Dati et François Philelphe en lettres. Parmi les élèves, se distinguent Giovanni Marrasio, Antonio Beccadelli dit Panormita et Enea Silvio Piccolomini, futur pape Pie II.
Avec le XVIe siècle commence une période de déclin de la ville qui perd de son pouvoir en Toscane, mais le Studium est l'un des rares centres de développement et d'innovation encore actifs qui réussit à transmettre des innovations et des idées contemporaines à Sienne. Même après la chute de la ville aux mains de la république de Florence le 21 avril 1555, après un siège long et épuisant, et le concours de l'université de Pise, devenue l'université de référence du grand-duché de Toscane par la volonté des Médicis eux-mêmes, la ville réussit à préserver son université. Les réformes de Francesco, et plus tard de Ferdinand Ier de Médicis, sont établies à partir de nouveaux statuts et prérogatives. En 1569, une nouvelle commission est créée, composée des membres de la Balia, et les statuts des nombreuses nationes de savants allemands à Sienne sont approuvés. Des concours pour les chaires sont ensuite inaugurés, et en 1591 de nouveaux pouvoirs sont attribués au Rettore (Recteur) du Studium, élu par les élèves, mais aussi par les plus hauts magistrats de la ville. Parmi les professeurs qui se sont distingués au XVIe siècle, on peut citer le juriste Claudio Tolomei, et les humanistes Eurialo da Ascoli et Jacopo Griffoli.

### DuXVIIesiècleà nos jours

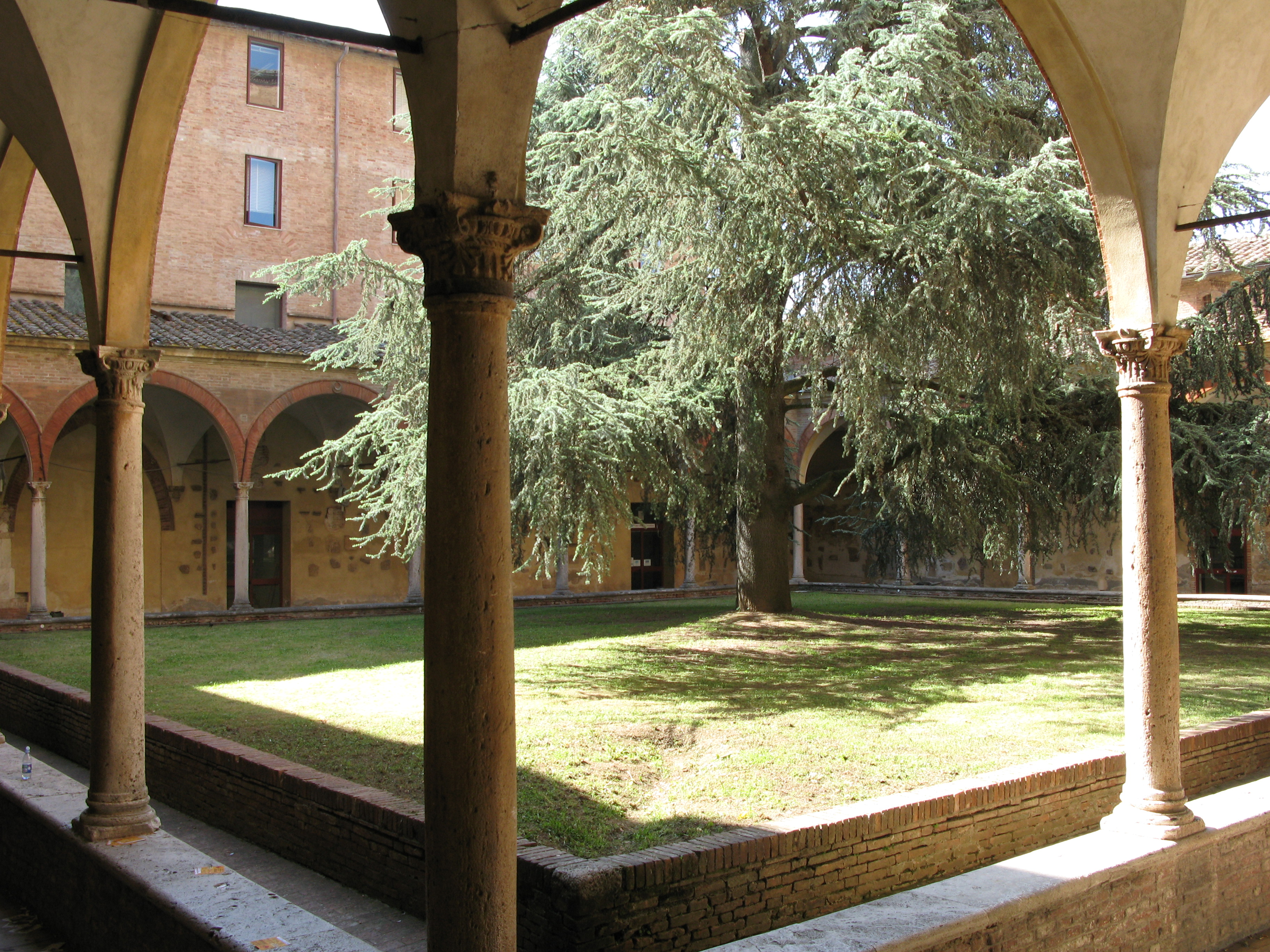
Cloître du Complexe San Francesco, siège du Département d'économie politique et statistique et du Département d'études commerciales et juridiques.

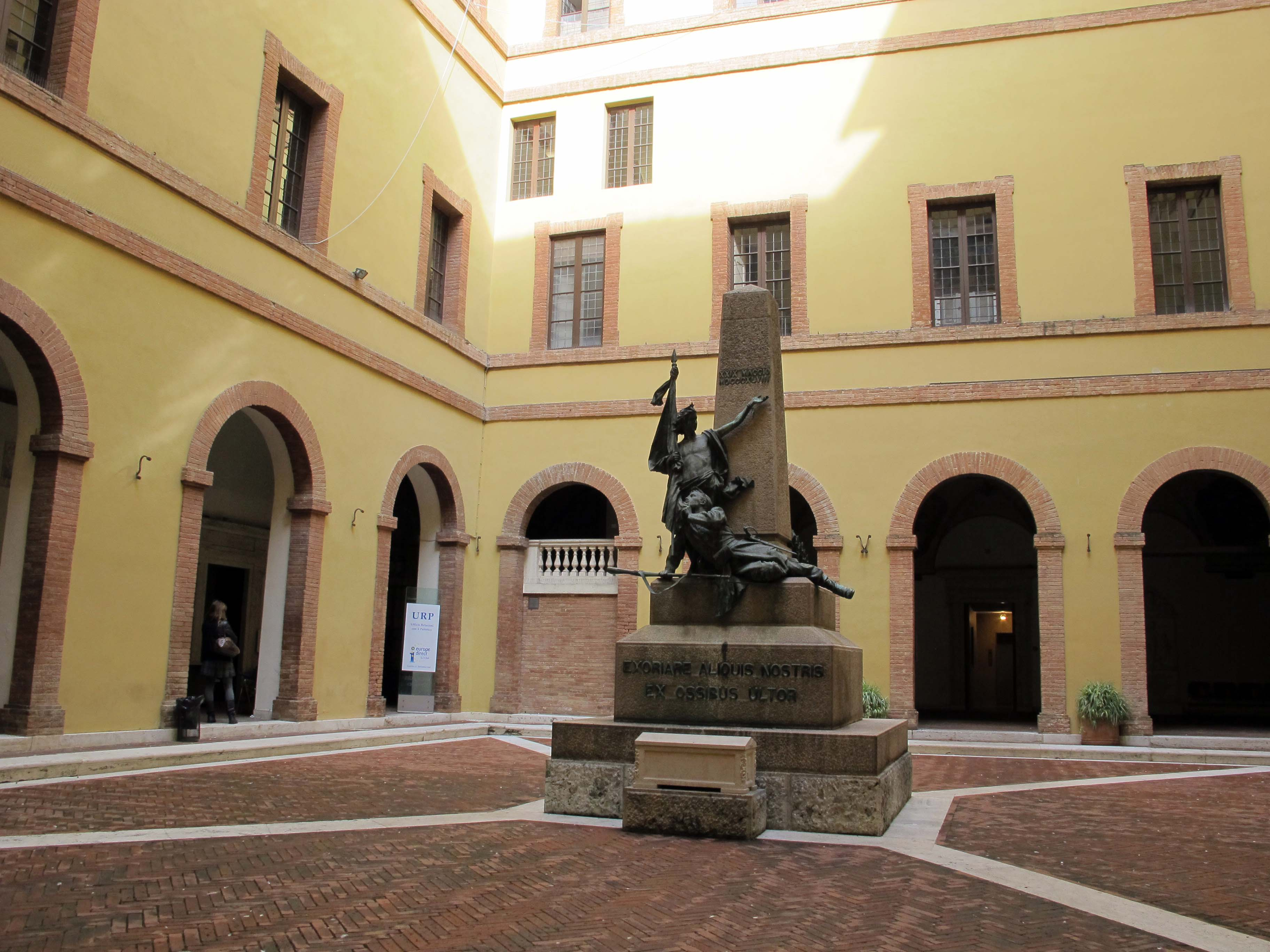
Cour du palazzo dell'università.

Malgré les efforts déployés pour sortir Sienne et son université de la crise, une baisse générale des études demeure. Parmi les professeurs du XVIIe siècle, on peut citer les juristes Silvio Spannocchi et Francesco Accarigi ; dans les domaines scientifiques, Francesco Pifferi, le mathématicien Teofilo Gallaccini, le botaniste Pirro Maria Gabrielli, qui est à l'initiative de l'Académie des sciences de Sienne, Michelangelo Mori et Ottavio Nerucci, les mathématiciens Candido Pistoi et Domenico Bartaloni, et le botaniste Biagio Bartalini, directeur du jardin botanique de Sienne. Le premier professeur d'histoire de l'Église est Domenico Valentini (1743), tandis que la première chaire de théologie morale et d'écritures sacrées est établie entre 1775 et 1777.
Avec l'avènement des Habsbourg-Lorraine française, Léopold Ier (empereur du Saint-Empire) réorganise l'université siennoise et le nombre de chaires augmente. Parmi les professeurs de cette période, on peut citer le juriste Francesco Antonio Mori, le professeur d'économie politique Alberto Rinieri de 'Rocchi, le docteur Giacomo Barzellotti, et Luigi de Angelis, professeur de théologie à partir de 1803 et auteur d'essais sur l'art siennois.
En cette période, l'économiste Sallustio Bandini, déterminé à « améliorer la stimulation intellectuelle de sa Sienne natale », sollicite l'allocation de bourses venant de riches patrons pour l'Université et constitue une grande bibliothèque, qu'il lègue au Studium.
En 1808, alors qu'elles occupent la Toscane, les troupes napoléoniennes ferment le Studium Senese et les portes de l'université ne rouvriront qu’à la défaite de Napoléon avec la restauration de Ferdinand III de Toscane comme grand-duc de Toscane. En 1848, les étudiants siennois manifestent leur patriotisme et participent en grand nombre à la bataille de Curtatone et Montanara dans la « Compagnie de la Garde Universitaire » formée par des étudiants et professeurs. Ces positions pro-Risorgimento incitent le grand-duc de Toscane à fermer la faculté de médecine, n'épargnant que le droit et la théologie.
Ce n'est qu'en 1859 que l'Université reprend son élan et, avec des changements dans ses statuts, rend célèbres les écoles de pharmacie et d'obstétrique, et redynamise la faculté de médecine, transformant Santa Maria della Scala en hôpital universitaire. En 1880, la Faculté de droit fonde le « Circolo Giuridico ».
Malgré cette reprise d'activité, en 1892, le ministre de l'Éducation de l'époque, Ferdinando Martini, propose de fermer l'université siennoise. Un soulèvement populaire, marqué par une grève générale et l'intervention des institutions de la ville contraint le ministre à retirer sa proposition.
Le XXe siècle voit l'essor de l'Université, passant de quatre cents étudiants inscrits au tournant des deux guerres, à près de 20 000. Les facultés s'agrandissent : Pharmacie (1933) et Sciences mathématiques s'ajoutent aux facultés historiques de Médecine et Chirurgie et de Droit, Physique et Sciences naturelles (1962), Économie (1966), Lettres et Philosophie d'Arezzo (né comme magistère, 1969), Lettres et Philosophie (1970), Ingénierie (1992) et Sciences politiques (1997). Depuis novembre 2012, les facultés ont été remplacées par 15 départements.

## Structure

### Siège
Le siège de l'Université est situé dans les salles de l'ancien monastère de San Vigilio, via Banchi di Sotto au coin de via San Vigilio. Son noyau d'origine remonte au XIe – XIIe siècle, reconstruit au XVIe siècle et restauré en 1891 par Giuseppe Partini.
Au centre du bâtiment, une cour à arcades abrite le monument aux étudiants tombés à la bataille de Curtatone (29 mai 1848), un groupe en bronze de Raffaello Romanelli, ainsi que le tombeau de Guglielmo di Ciliano et Niccolò Aringhieri provenant de la Basilique San Domenico de Sienne, remontage duXIXe siècle de deux monuments, dont l'un est l'œuvre de Goro di Gregorio (vers 1325), et aussi un mémorial à Giulio Bianchi Bandinelli, « maire » de Sienne, de Pietro Tenerani.

### Départements

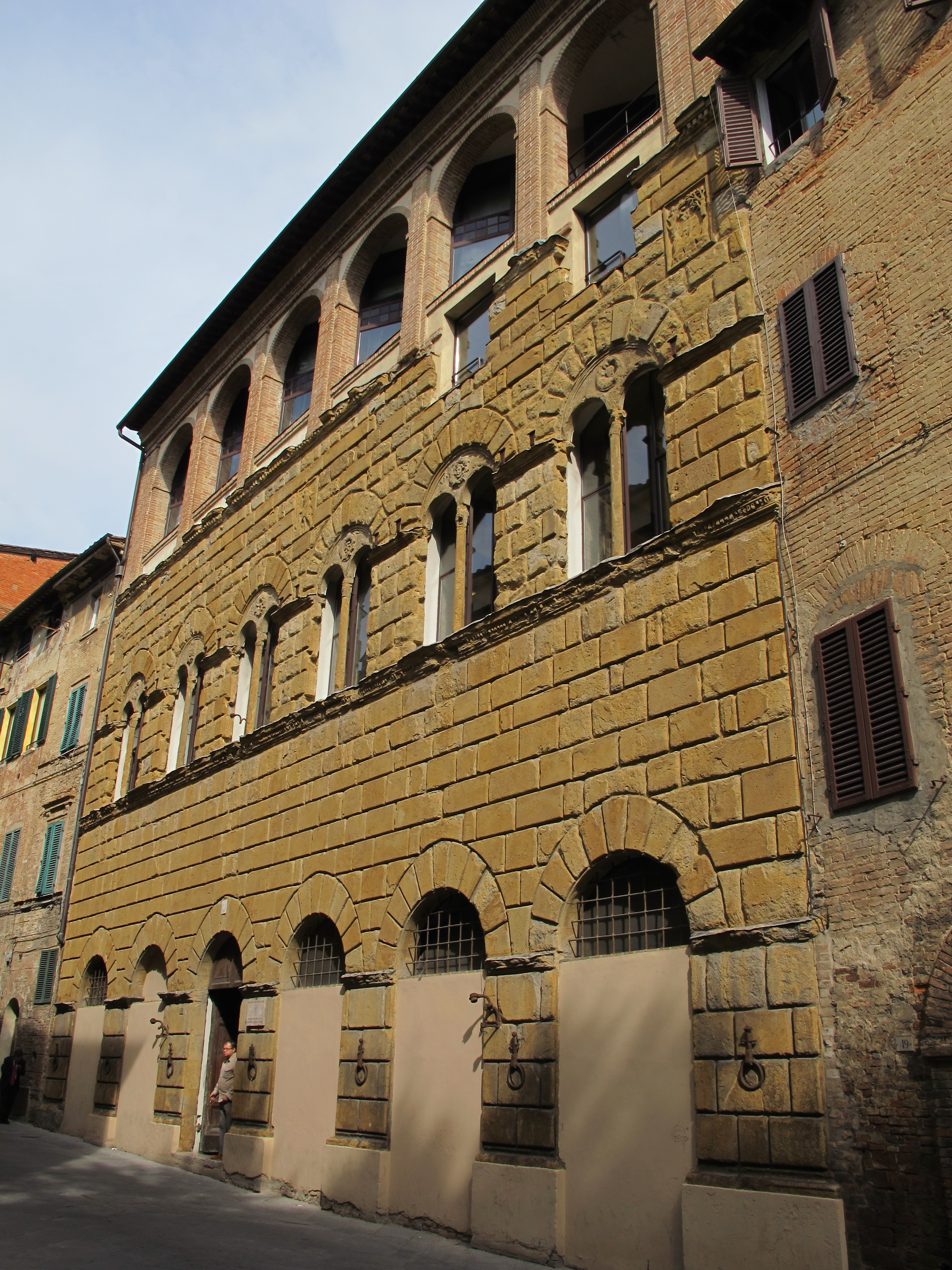
Palazzo San Galgano, siège du Département des sciences historiques et du patrimoine culturel.

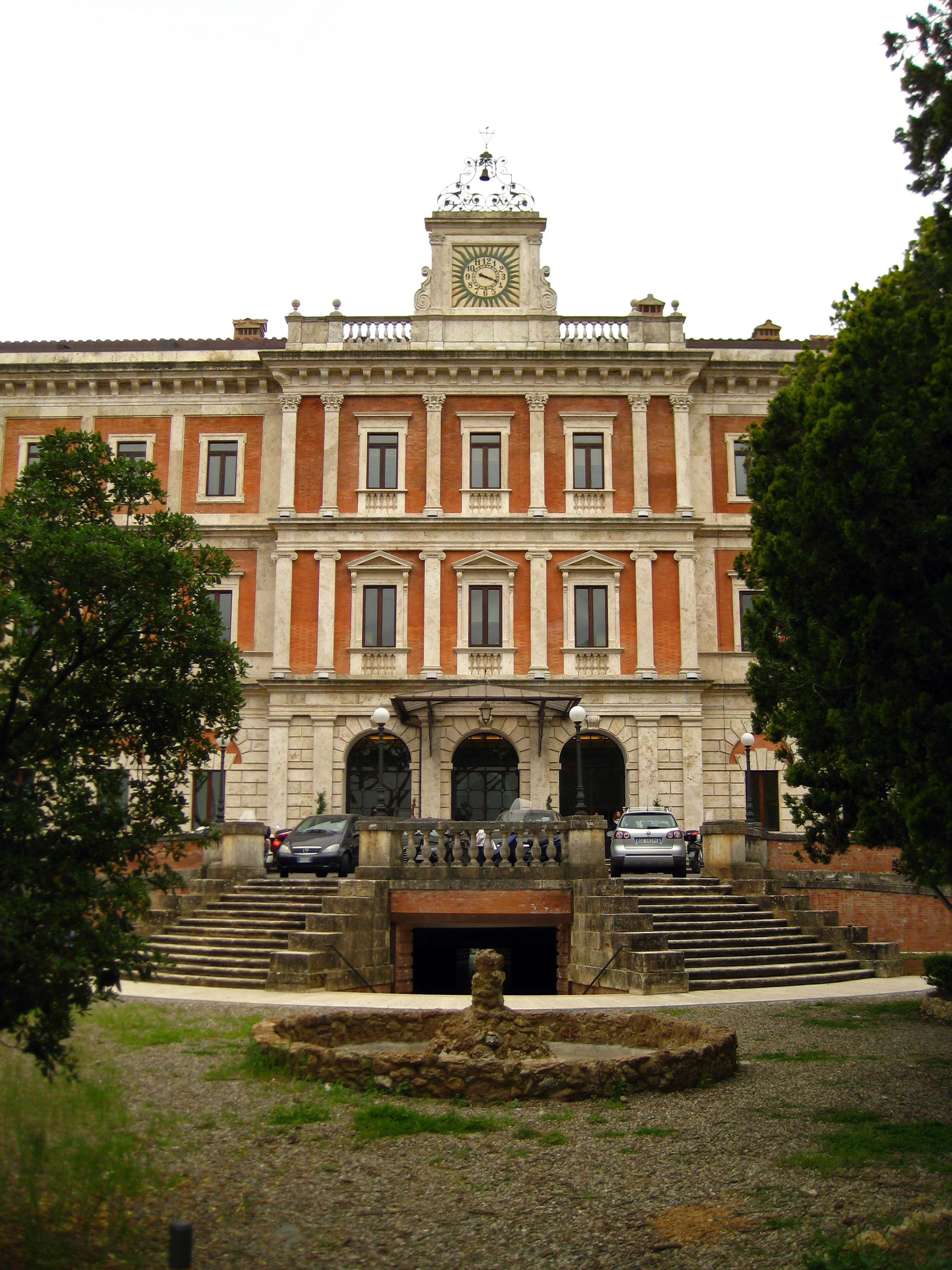
San Niccolò, siège de quatre départements.

L'université comporte les départements suivants :
- Biotechnologie, chimie et pharmacie
- Biotechnologie médicale
- Économie politique et statistique
- Philologie et critique de la littérature ancienne et moderne
- Droit
- Ingénierie de l'information et sciences mathématiques
- Médecine moléculaire et du développement
- Sciences physiques, de la Terre et de l'environnement
- Sciences de l'éducation, sciences humaines et communication interculturelle
- Sciences médicales, chirurgicales et neurosciences
- Sciences politiques et internationales
- Sciences sociales, politiques et cognitives
- Sciences du patrimoine historique et culturel
- Sciences de la vie
- Études commerciales et juridiques

### Scuola superiore Santa Chiara
Pour les articles homonymes, voir Santa Chiara.
La Scuola Superiore Santa Chiara est l'institution d'excellence de l'Université réservée aux doctorats de recherche, fondée en 2004. Elle dispose de deux structures résidentielles principales : le « collegio dottorale Santa Chiara » (collège doctoral Santa Chiara) et les « conservatori riuniti » (conservatoires réunis), tous deux situés dans le centre historique de Sienne. Les installations peuvent accueillir des étudiants, des jeunes doctorants et des enseignants pour des périodes courtes ou longues. La Scuola Superiore Santa Chiara reprend les activités de l'historique Domus Sapientiae, fondée en 1408, qui a accueilli pendant des siècles des étudiants non siennois, et en particulier des étudiants étrangers et a été supprimée au XIXe siècle.

### Centres universitaires
L'Université a développé des centres universitaires et des bureaux décentralisés : le « Centre universitaire d'Aretino » et le « Centre universitaire de Grossetano ». À San Giovanni Valdarno, (AR), au Centre de Géotechnologie (CGT) de l'Université de Sienne, des activités de recherche sont menées dans le domaine des technologies appliquées aux Sciences de la Terre. La partie didactique de la licence en géotechnologie et de la Licence Spécialisée en Géologie Appliquée se déroule également à la CGT.

### Bibliothèques
Les bibliothèques de l'Université de Sienne suivent le système des bibliothèques universitaires, coordonnées depuis 2013 par la division de coordination, et regroupées par domaine :
- Bibliothèque de l'espace humaniste, organisée en 2 lieux : Sienne[19] et Arezzo[20]
- Bibliothèque de l'espace scientifique et technologique, organisée sur 2 sites : San Niccolò et Laterino
- Bibliothèque de l'espace économique
- Bibliothèque de l'espace juridique politologique (« Circolo Giuridico »)
- La Bibliothèque biologique pharmaceutique médicale est organisée en 3 endroits : Medicina Le Scotte[21], San Miniato Medicine, San Miniato Farmacia

### Musées
Le Sistema museale d'Ateneo ou SIMUS (centre de services universitaires), créé en novembre 2007 et formalisé en 2012, constitue un système coordonné de structures et de services coordonnés par le SIMUS qui a pour objectif la collecte, la protection, l'enrichissement, le classement, la valorisation, l'étude et la mise en valeur des biens possédés.
Le SIMUS est organisé en 8 musées :
- Archives et parcours historique de l'Université
- Collection d'outils de physique
- Collections de Préhistoire, Archéologie classique et Archéologie médiévale
- Musée anatomique Leonetto Comparini
- Musée botanique : jardin botanique et herbier
- Musée des Sciences de la Terre
- Musée des instruments médicaux
- Observatoire astronomique

## Radio
La « Facoltà di Frequenza » est née au sein de l'Université de Sienne en 1998, radio officielle de l'université et la première radio universitaire italienne. Elle a diffusé dans le quartier de la ville de Sienne en modulation de fréquence sur 99,40 MHz et directement diffusée via le Web à partir du site de la radio,. Elle a cessé de diffuser en 2009 et depuis 2010, un autre diffuseur appelé « uRadio » est actif, basé au Santa Chiara Lab.

## Personnalités

### Premiers membres de la députation
- Armando Sforzolini de Gubbio
- Georg Fugger (Giorgio Fuccaro ou Fuccari) (1593-XVIIe siècle)

### Recteurs
- 1999-2008 : Antonio Muscio
- 2008-2013 : Giuliano Volpe
- 2013-2018 : Maurizio Ricci
- 2018-2023 : Francesco Frati
- Depuis 2023 : Roberto di Pietra